# Palette (AOC)
Pour les articles homonymes, voir Palette.
Le palette est un vin d'appellation d'origine contrôlée produit sur la commune d'Aix-en-Provence et sur deux autres communes voisines, dans les Bouches-du-Rhône.

## Histoire

### Préhistoire et Antiquité
Les plus anciennes traces d'occupation remontent à l'Âge du fer dans les massifs de l'Infernet et des Espinades.
Au lieu-dit de l'Infernet a été signalée au XIXe siècle la présence d'un petit oppidum, nommé « camp de Ragabom » ou « camp de Ratabom », qui consiste en une vaste enceinte bâtie avec de gros blocs. Il n'en reste quasiment plus rien aujourd'hui. Des sondages réalisés en 1979-1980 ont permis la découverte de mobilier qui fut daté des Ier et IIe Âges du fer, jusqu'au IIe siècle av. J.-C., période où le site fut le plus peuplé.
Justin, dans son Abrégé des histoires philippiques (Historiarum Philippicarum, Livre XLIII, chap. IV,1-2), un ouvrage qu'il présente dans sa préface comme un florilège des passages les plus importants et les plus intéressants du volumineux Historiæ phillippicæ et totius mundi origines et terræ situs rédigé par Trogue Pompée à l’époque d’Auguste, explique : « Sous l'influence des Phocéens, les Gaulois adoucirent et quittèrent leur barbarie et apprirent à mener une vie plus douce, à cultiver la terre et à entourer les villes de remparts. Ils s'habituèrent à vivre sous l'empire des lois plutôt que sous celui des armes, à tailler la vigne et à planter l'olivier, et le progrès des hommes et des choses fut si brillant qu'il semblait, non pas que la Grèce eût émigré en Gaule, mais que la Gaule eût passé dans la Grèce ».

### Moyen Âge
En 1455, le roi René d'Anjou acquiert le château et le domaine de Gardanne, au sud de Meyreuil.

### Époque contemporaine

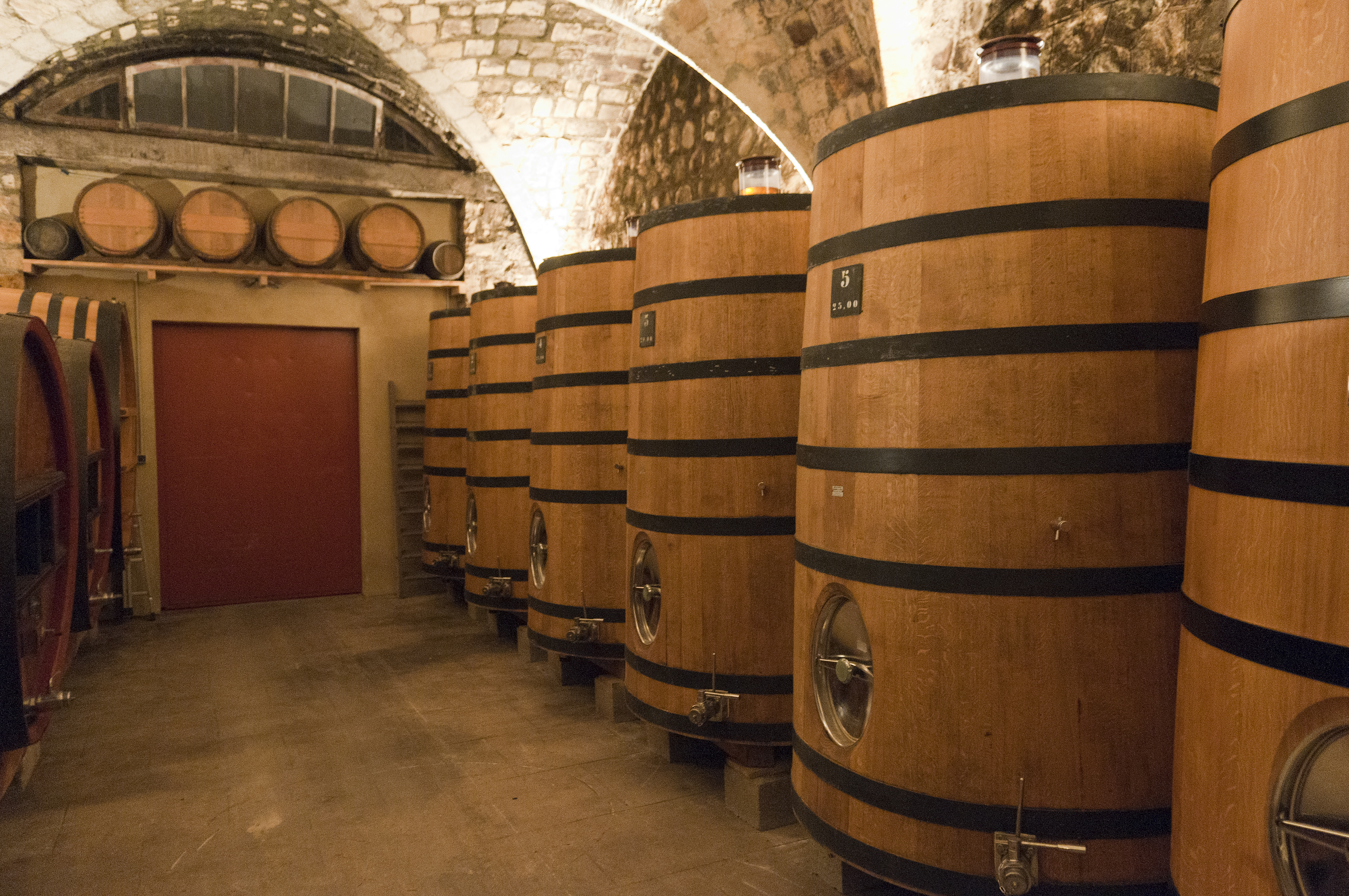
Cave à Meyreuil.

Le palette est reconnue comme appellation d'origine contrôlée par le décret du 28 avril 1948. Le cahier des charges de l'appellation a été modifié en juillet 2024.

## Situation géographique
Cette appellation doit son nom au hameau de Palette situé au centre d’un cirque du même nom creusé par l'Arc, à 4 km au sud-est d'Aix-en-Provence.

### Géologie
Le terroir se situe sur les calcaires lacustres de Langesse et de Montaiguet. Le vignoble se trouve uniquement sur des sols rendziniformes d’éboulis calcaires, c’est-à-dire sur des sols squelettiques de peu d’épaisseur et caillouteux.

### Climatologie
Le climat est méditerranéen : chaud et sec l'été, ensoleillé et doux l'hiver. Les vignes sont protégées des vents du nord par les collines de Langesse et du Grand Cabri, mais pas la vallée de l’Arc, le vignoble est soumis au mistral.
Grâce à son climat, ce terroir viticole compte 300 jours de soleil par an. Les températures moyennes oscillent de 6,5 °C en janvier à 24 °C en juillet. Il arrive qu'elles soient négatives en hiver et extrêmement élevées (supérieures à 40 °C) l'été, car le vignoble est sur un bassin formé par l'Arc à une altitude plus basse par rapport aux alentours; l'air chaud est encerclé et a plus de mal à s'échapper.
En automne, des orages violents peuvent avoir lieu. Celui du 10 septembre 2005 toucha particulièrement le pays d'Aix avec 80 mm de pluie, et celui de 22 septembre 1993 entraîna une inondation. On releva près de 220 mm en deux heures, soit quatre mois de précipitations.
En hiver, les épisodes neigeux importants sont rares, mais certains peuvent apporter beaucoup de neige comme le 7 janvier 2009 avec 25-30 cm (40 cm à Mimet. Ou encore novembre 1999 et février 2001 provoquant des dégâts sur la végétation. Une des principales chutes de neige remonte à l'hiver 1946-1947 où, après le 24 janvier, 39 centimètres de neige tombent sur le pays d'Aix. 
Le terroir connaît des microclimats variés, plus humides, frais, ventés ou doux et protégés selon les endroits. Si les températures minimales sont plus fraîches qu'à Marseille la pluviométrie annuelle, plutôt faible, n'y est guère plus élevée.
Le tableau ci-dessous indique les températures et les précipitations pour la période 1971-2000 :
| Mois                              | jan. | fév. | mars | avril | mai  | juin | jui. | août | sep. | oct. | nov. | déc. | année |
| --------------------------------- | ---- | ---- | ---- | ----- | ---- | ---- | ---- | ---- | ---- | ---- | ---- | ---- | ----- |
| Température minimale moyenne (°C) | 0,1  | 0,5  | 3    | 5,5   | 9,5  | 12,5 | 15,3 | 15,2 | 11,8 | 9    | 4,5  | 1    | 7,3   |
| Température moyenne (°C)          | 5,8  | 6,5  | 9,5  | 12    | 16,4 | 20,2 | 23,1 | 22,9 | 18,8 | 14,6 | 9,7  | 6,2  | 13,8  |
| Température maximale moyenne (°C) | 11,4 | 12,5 | 16   | 18,5  | 23,3 | 27,8 | 30,9 | 30,6 | 25,8 | 20,1 | 14,9 | 11,4 | 20,3  |
| Précipitations (mm)               | 60   | 38   | 36   | 60    | 53   | 30   | 14   | 34   | 86   | 81   | 69   | 58   | 619,2 |

| Diagramme climatique                                  |           |       |           |           |            |            |            |            |         |           |         |
| J                                                     | F         | M     | A         | M         | J          | J          | A          | S          | O       | N         | D       |
| 11,40,160                                             | 12,50,538 | 16336 | 18,55,560 | 23,39,553 | 27,812,530 | 30,915,314 | 30,615,234 | 25,811,886 | 20,1981 | 14,94,569 | 11,4158 |
| Moyennes : • Temp. maxi et mini °C • Précipitation mm |           |       |           |           |            |            |            |            |         |           |         |

## Vignoble

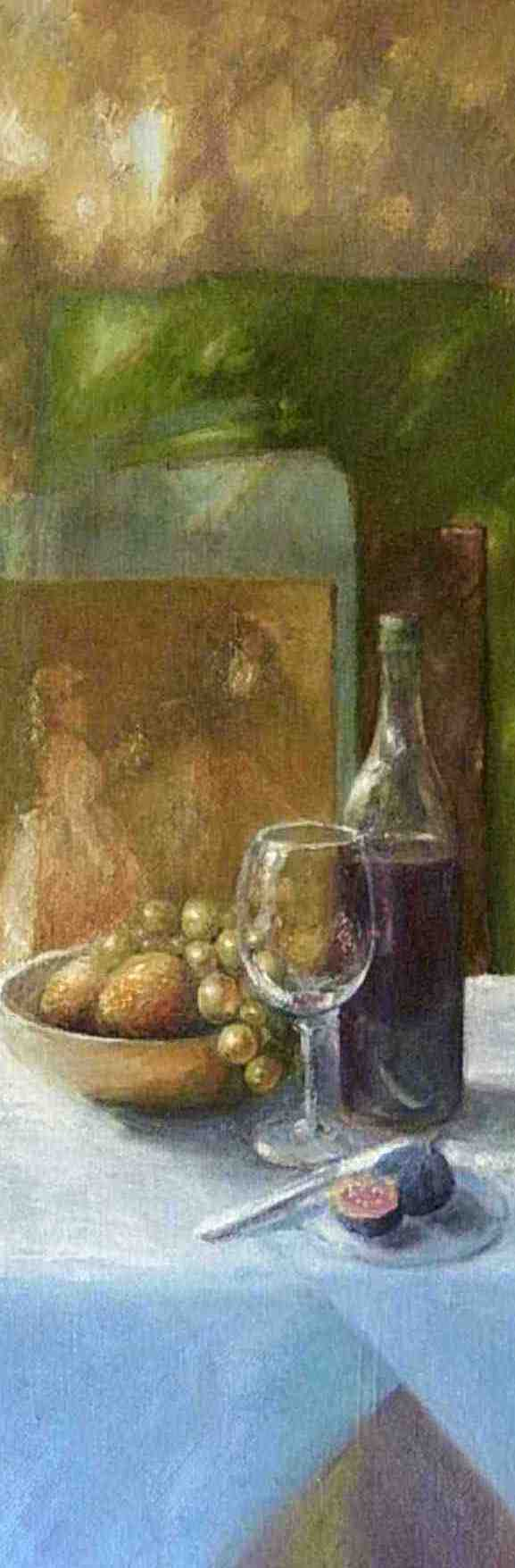
L'après-midi à Meyreuil
Œuvre de Mira de Simone.

Le vignoble est exposé majoritairement au Nord, d’où la possibilité de vendanges tardives. Il fut d'abord réputé pour sa production de vin cuit. Cette production, longtemps abandonnée, renaît aujourd’hui et une demande de reconnaissance en AOC est en cours de dépôt.

### Présentation
Il s'étend sur les communes d'Aix-en-Provence, Meyreuil et du Tholonet.

### Encépagement
- Vins Rouges et rosés :

Les cépages principaux pour les vins rouges et rosés sont le grenache (50 % minimum), le mourvèdre (10 % minimum) et le cinsaut. En cépages secondaires sont admis carignan, syrah, téoulier, durif, muscat N., cabernet sauvignon et castet.
Les vins blancs assemblent avec la clairette dans ses différentes formes locales (55 % min.), des cépages secondaires : ugni blanc, grenache Bl., muscat Bl., terret bouret, picpoul, pascal, aragnan et colombard. Toutes ces variétés étaient déjà présentes en Provence au début du XXe siècle.

### Méthodes culturales et réglementation

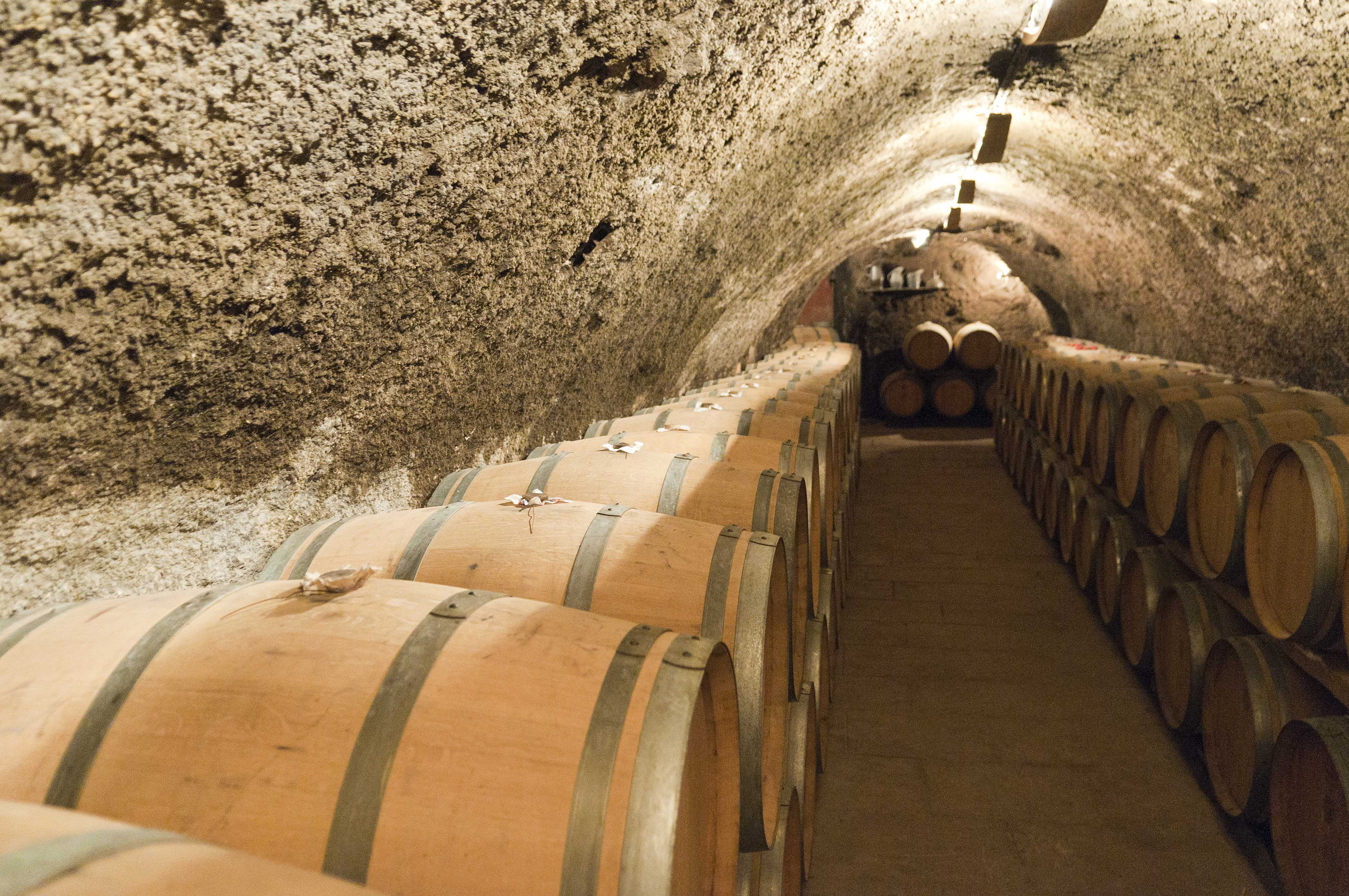
Cave de vieillissement à Meyreuil

Les vignes sont conduites en taille courte, à deux bourres nouvelles. Sauf pour la syrah pour laquelle la taille longue est autorisée. Le rendement de base est de 40 hl/ha ; le rendement butoir de 48 hl/ha. Le délai de conservation est de huit mois minimum pour les blancs et rosés, de dix-huit mois minimum sous bois pour les rouges.

### Terroir et vins

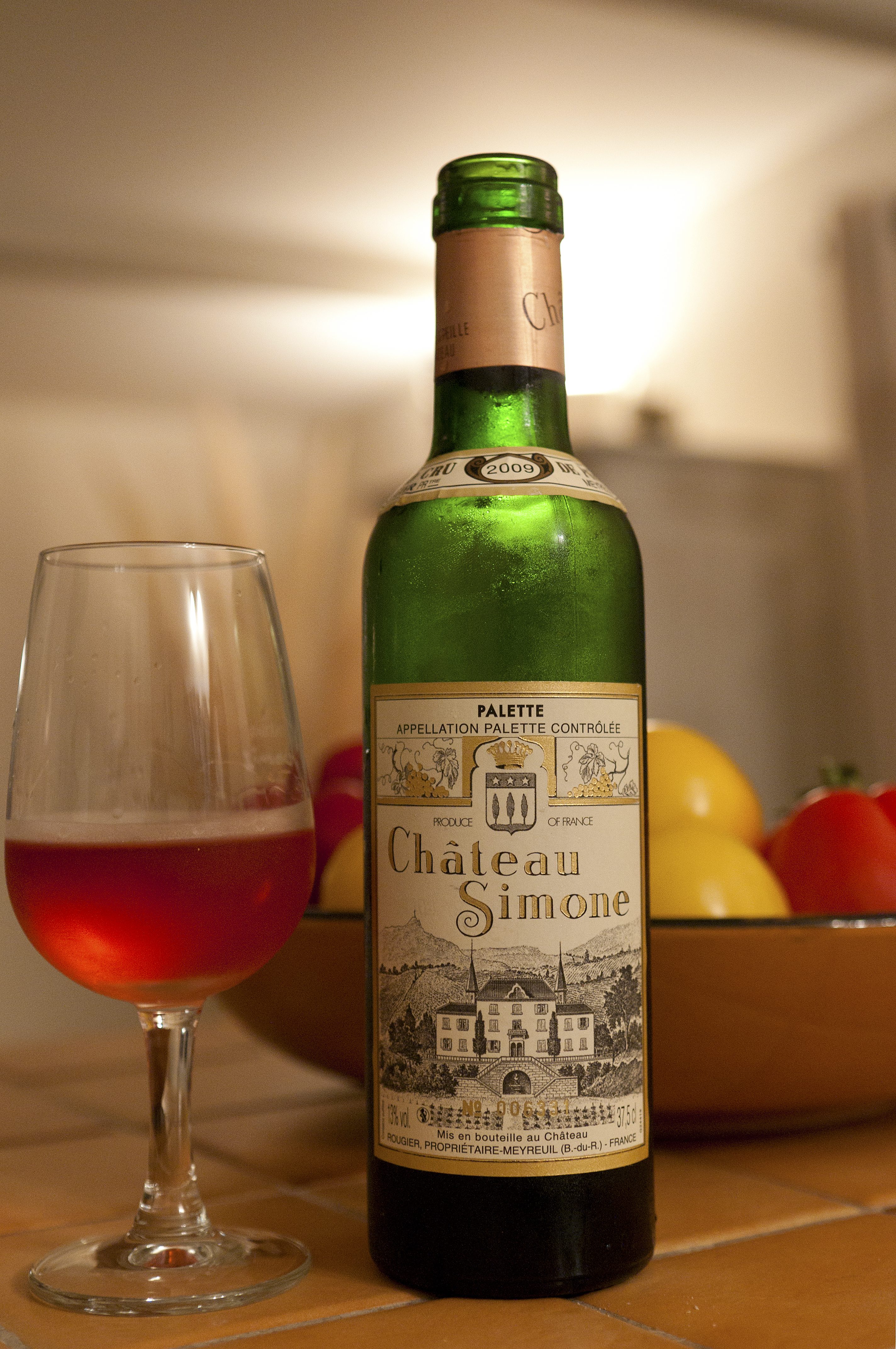
Château Simone rosé

Les blancs sont conservés au minimum 8 mois avant commercialisation et présentent une aptitude particulière à l’élevage peu commune dans les vins blancs méridionaux. Leur nez est floral et balsamique.
Les rosés élaborés moitié par pressée directe et moitié par saignée avant assemblage sont conservés huit mois en bois, sur lies. Ils se caractérisent par un nez floral et des arômes de sous-bois.
Les rouges à la robe foncée sont assez tanniques. Ils sont obtenus par assemblage du mourvèdre et de quelques vieux cépages, d’où une typicité particulière. Ils sont marqués par un nez animal, avec des senteurs de sous-bois et des arômes de fruits noirs.

### Structure des exploitations

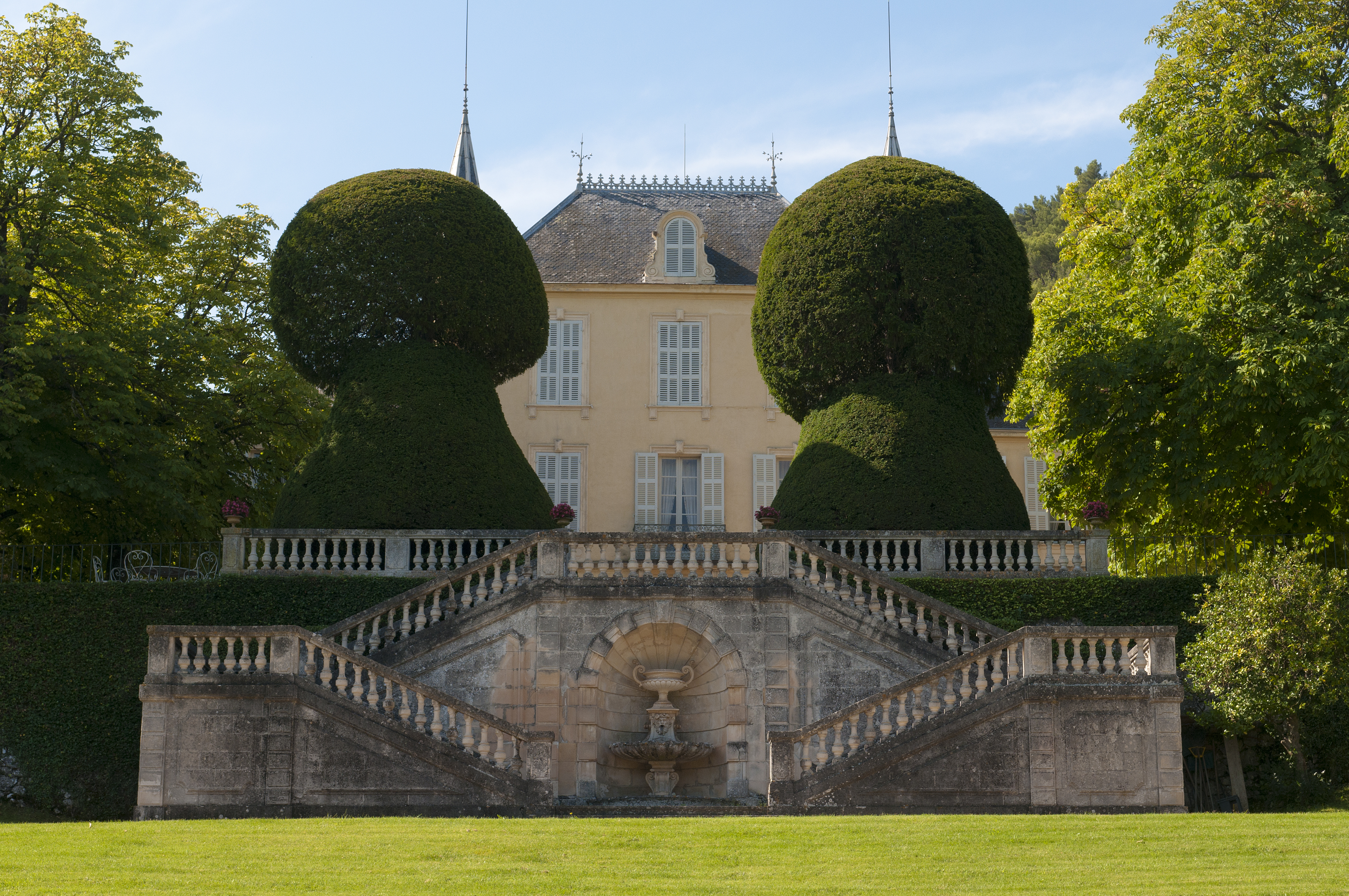
Château Simone

### Type de vins et gastronomie

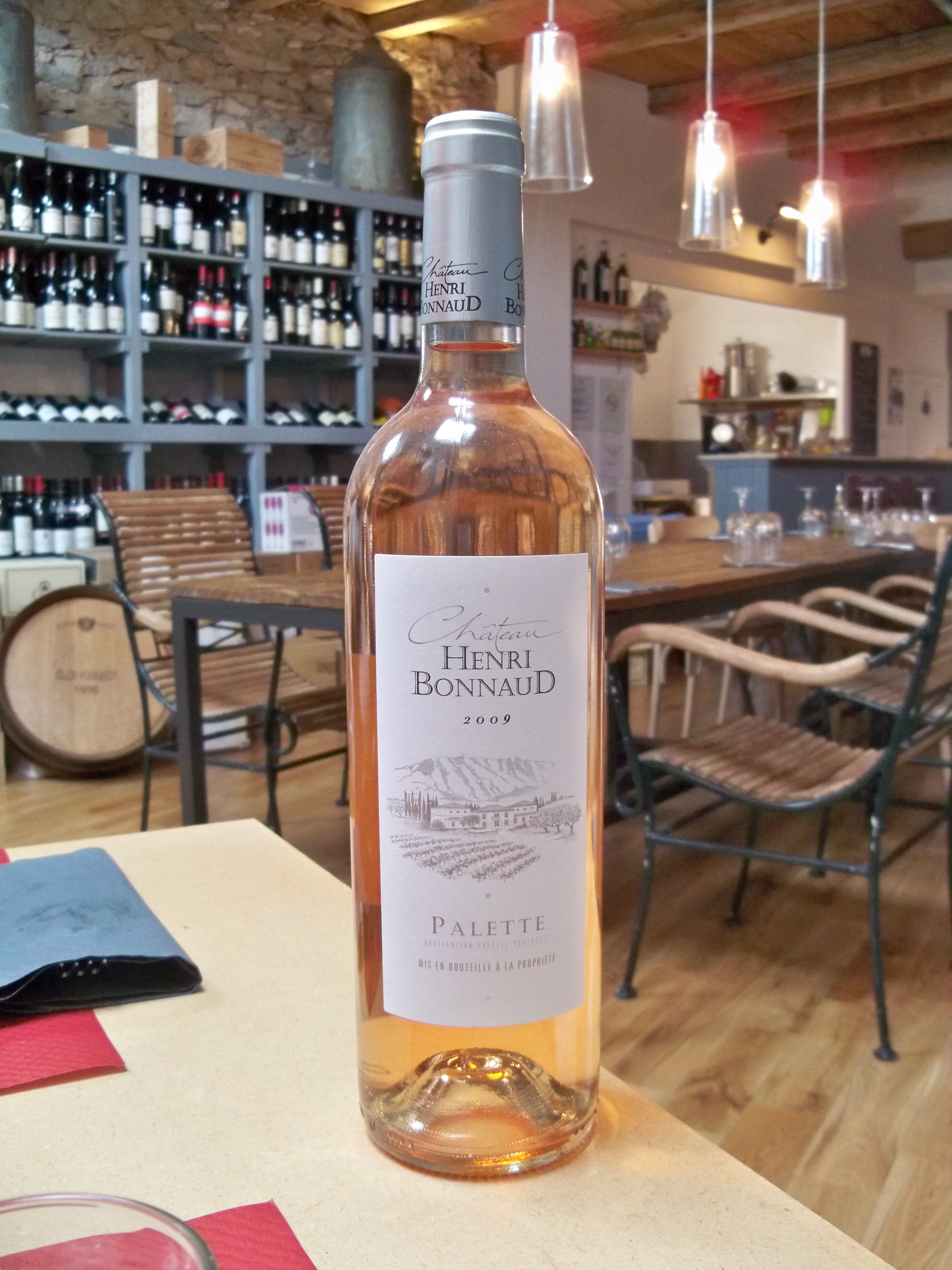
AOC Palette rosé.

Les vins rouges, blancs et rosés sont produits en proportions approximativement égales.
Le rouge qui possède une grande aptitude au vieillissement, - dix ans et plus - est traditionnellement conseillé sur du gibier et de la venaison et il s'accorde parfaitement avec les daubes provençales, le civet de cerf ainsi que les civets de lièvre ou de sanglier. Le rouge de Palette peut encore se marier avec la palette de porc.
Le rosé, en fonction de sa vinification - par saignée ou par pressurage -  peut se garder entre 2 ou 4 ans. C'est à boire à table avec les charcuteries et les fromages. Il s'accorde parfaitement avec les artichauts à la barigoule, ou encore la cuisine asiatique.
Quant au blanc, tout en finesse et en fraîcheur, il fait un mariage heureux avec les poissons de mer ou de rivière, les fruits de mer, les crustacés et tous les fromages de chèvre. Par exemple, il accompagne une bouillabaisse ou une volaille à la crème.

### Commercialisation
Elle est assurée par une cave coopérative, représentant 16 % de la production et quatre caves indépendantes, représentant 84 % de la production. Le volume déclaré est de 2 000 hl dont 55 % de vins rouges, 15 % de vins rosés, 30 % de vins blancs.

## Liste des producteurs
À Meyreuil
- Château Simone
- Château de Meyreuil
- Château des Trois Sautets

Au Tholonet
- Château Crémade
- Château Henri Bonnaud